# Oyen
Oyen är en ort i Kanada.   Den ligger i provinsen Alberta, i den centrala delen av landet, 2 600 km väster om huvudstaden Ottawa. Oyen ligger 770 meter över havet och antalet invånare är 973.
Terrängen runt Oyen är platt. Trakten runt Oyen är nära nog obefolkad, med mindre än två invånare per kvadratkilometer.. Det finns inga andra samhällen i närheten.
Trakten runt Oyen består i huvudsak av gräsmarker.